# Bitva na Katalaunských polích
V bitvě na Katalaunských polích (20. června 451, někdy nazývané také bitva u Châlons nebo bitva národů) bylo odraženo vojsko krále Attily složené z Hunů a jim podřízených kmenů (Ostrogóti, Herulové, Skirové, Gepidové aj.) spojenými silami Římanů, Vizigótů, Alanů a Franků pod vedením římského velitele vojska (magister militum) Flavia Aetia.
Boj začal odpoledne a trval až do noci. Bitva se odehrávala v nepřehledné a rozsáhlé krajině, přičemž boje měly charakter mnoha jednotlivých střetů, během nichž kromě mnoha jiných padl vizigótský král Theodorich I. Za jeho nástupce byl bezprostředně po bitvě jmenován jeho syn Thorismund.
Bitevní pole leželo pravděpodobně poblíž dnešního města Châlons-en-Champagne ve Francii, dosud to však není zcela archeologicky doloženo.

## Síly a plány stran

Pohyb vojsk obou stran po Galii

Sílu vojsk na obou stranách je možné určit jen na základě nejistých zdrojů. Podle dnešních odhadů proti sobě stály armády čítající asi 20 000 Římanů doplněných 10 000 Vizigóty, Alany, Franky na jedné straně a více než 60 000 Hunů a Attilových spojenců na druhé straně. Starší a zejména dobová literatura, pro niž bylo charakteristické velmi hrubé zaokrouhlování a přehánění, hovoří až o 100 000 Římanů a jejich spojenců a 150 000 Hunů, tyto počty jsou ovšem značně nerealistické, zejména pokud jde o římskou stranu.
Kvůli podstatně menšímu počtu svých vojsk zvolil římský velitel Aetius defenzivní taktiku: Své vojáky nechal obsadit kopce západně od řeky Marny, zatímco germánské spojence pod vedením krále Theodoricha poslal na planinu na břehu řeky, aby tak čelili prvnímu útoku hunských vojsk. Alany, jejichž loajalita byla pochybná, umístil pro případ jejich zrady do středu bitevní linie, aby se tak museli cítit ohroženi křídly.

## Průběh bitvy

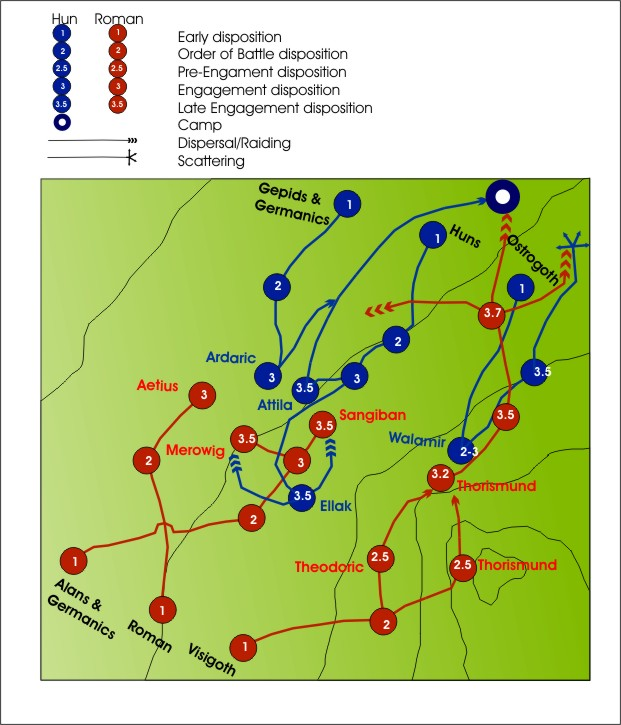
Vývoj bitvy

Theodorichova vojska se střetla s Huny pronikajícími přes řeku Marnu v krvavé bitvě, ve které padl také Theodorich. Někteří historikové tvrdí, že Aetius schválně držel svá vojska během těchto bojů zpět, aby tak pokořil Theodoricha usilujícího o nezávislost na Římu, snad dokonce aby ho úplně zničil. Po těžkých ztrátách na obou stranách uprchli Germáni z bitvy pod vedením Thorismunda – Theodorichova syna. Nyní se Attila a Hunové dopustili chyby, když napadli odpočinuté Aetiovy vojáky. Aetiovi lukostřelci a z obou stran bojiště útočící římská jízda způsobili Hunům strašlivé ztráty. Když se pak Thorismundovi podařilo shromáždit germánská pomocná vojska a zaútočit znovu z kopců na Huny, ztratil Attila bitvu a musel se lehce zraněný stáhnout.
Odhadované počty padlých v bitvě na obou stranách se liší. Jordanes uvádí více než 165 000, což je nerealistické číslo odpovídající tradicím antické historiografie, která se často uchylovala k přehánění.

## Důsledky

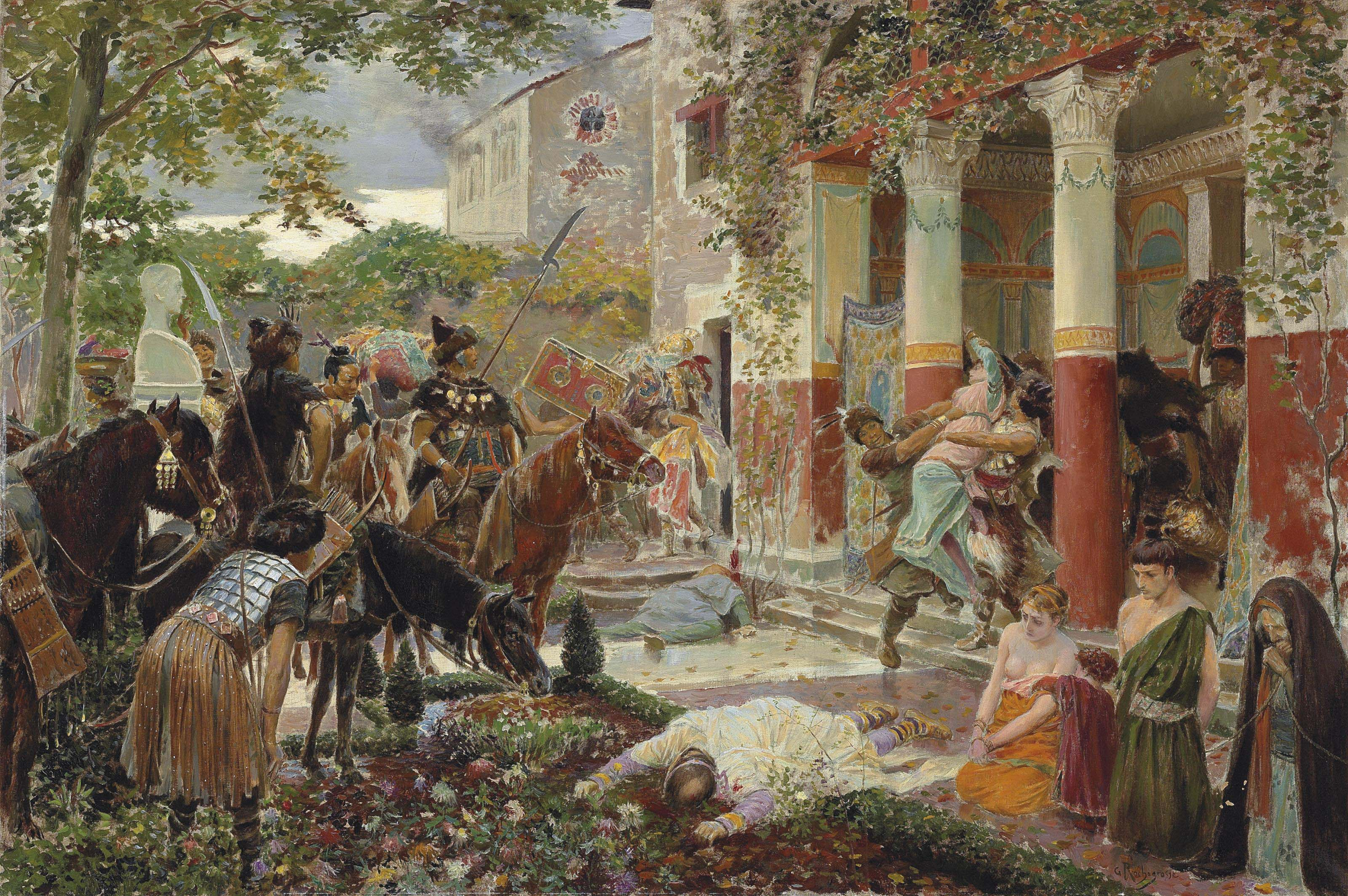
Hunové plení římskou vilu v Galii, G. Rochegrosse

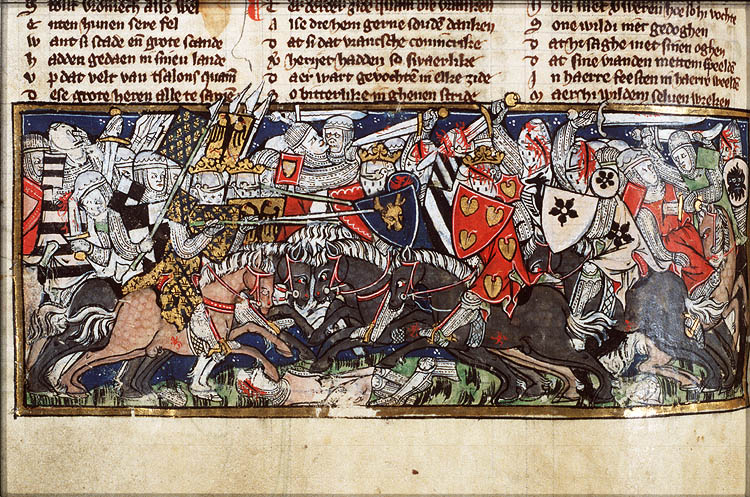
Bitva na Katalaunských polích v představě 14. století

Bitva na Katalaunských polích zastavila invazi Hunů a odvrátila jejich další postup do nitra Galie. Bojovalo se v ní patrně o samu další existenci západořímské říše, avšak římské vítězství (vykoupené mnohými oběťmi) neznamenalo samo o sobě definitivní porážku a odražení hunské expanze (byť se to někdy v knihách uvádí), o čemž svědčí fakt, že o rok později vpadl Attila na Apeninský poloostrov a vydrancoval samotné jádro říše. Hunskou hrozbu odvrátila až nečekaná smrt Attily na počátku roku 453, neboť jeho říše se poté rozpadla v zuřivých rozbrojích.
Bitva na Katalaunských polích byla současně posledním velkým vítězstvím západořímské říše. Západ byl stále ještě schopen shromáždit značnou vojenskou sílu, i když tvořenou převážně federáty a jen na krátký čas, ovšem zpravidla na něco takového neměl dost času a federáti byli navíc čím dál méně spolehliví.